# Spółgłoska iniektywna podniebienna dźwięczna
Spółgłoska iniektywna podniebienna dźwięczna – rodzaj dźwięku spółgłoskowego występujący w językach naturalnych. W międzynarodowej transkrypcji fonetycznej IPA oznaczanej symbolem: [ʄ].

## Artykulacja

### Opis
W czasie artykulacji [ʄ]:
- modulowany jest prąd powietrza powstały w wyniku zasysającego ruchu krtani do dołu przy drgających wiązadłach głosowych, czyli artykulacja tej spółgłoski wymaga inicjacji krtaniowej i ingresji,
- tylna część podniebienia miękkiego zamyka dostęp do jamy nosowej, prąd powietrza przepływa przez jamę ustną,
- prąd powietrza w jamie ustnej przepływa ponad całym językiem,
- środkowa część grzbietu języka wygina się ku środkowej części podniebienia twardego, tworząc zwarcie. Dochodzi do całkowitego zablokowania dostępu powietrza do jamy ustnej. Następuje rozwarcia, powietrze jest zasysane do wewnątrz w wyniku ssącego ruch krtani, co nadaje głosce charakterystyczny głuchy dźwięk.
- wiązadła głosowe periodycznie drgają, spółgłoska ta jest dźwięczna

### Przykłady
- w języku suahili: jana [ʄana] – wczoraj